# Cincinnati, Lebanon and Northern Railway
Le Cincinnati, Lebanon and Northern Railway (CL&N) était un chemin de fer américain de classe I localisé dans le sud-ouest de l'Ohio, permettant de connecter Cincinnati à Dayton via Lebanon. Il fut construit à la fin du XIXe siècle pour procurer au Comté de Warren et à la ville de Lebanon un meilleur moyen de transport pour les marchandises et les voyageurs. Il était connu sous le nom de "Highland Route", car sa ligne surplombait les rivières Little et Great Miami, ce qui lui permit d'être la seule à échapper à la grande inondation de Dayton en 1913.
La compagnie connut de nombreuses banqueroutes, avant et après l'achèvement de sa ligne en 1881, jusqu'à ce que le Pennsylvania Railroad prît le contrôle en 1896, et le loua en 1921. Sa ligne n'était pas importante principalement à cause de son approche assez raide du centre-ville de Cincinnati. Pour cette raison des portions de la ligne furent abandonnées, à commencer par un segment au nord de Lebanon en 1952.
Le service voyageur fut totalement arrêté en 1934. Conrail, le successeur du Pennsylvania Railroad, vendit dans les années 1980 ce qu'il restait de la ligne à l'Indiana and Ohio Railway, lequel fut racheté par RailAmerica en 2000. Cette compagnie assure un service local de marchandises sur l'ex-CL&N. Le Lebanon, Mason, Monroe Railroad exploite des trains touristiques sur une portion de la ligne près de Lebanon.

## Le projet du Cincinnati, Lebanon and Xenia Railroad: 1850–1869
La ville de Lebanon, située sur un plateau, avait une économie stagnante car elle était contournée par le Miami and Erie Canal, ainsi que par divers chemins de fer comme le Little Miami Railroad (créé en 1846, puis intégré au PRR) et le Cincinnati, Hamilton and Dayton Railroad (créé en 1851, puis racheté par le B&O). Pour remédier à cet isolement, les habitants se mobilisèrent pour créer en mars 1850 le Cincinnati, Lebanon and Xenia Railroad (CL&X), qui devait relier Cincinnati à Xenia via Lebanon. Le CL&X opta pour l'écartement large en prévision de sa connexion avec le New York and Erie Railroad à Xenia. Les travaux débutèrent en avril 1853, mais cessèrent dès la fin de l'année 1855 par manque de fonds, après la construction de seulement une petite section au nord de Mason. En juillet 1861 le tribunal désigna un administrateur judiciaire, qui finit par vendre le CL&X en mars 1869.

## Le projet du Miami Valley Railway: 1870-1880
Dans les années 1870, la voie étroite était en vogue car elle était plus économique que la voie large, tant en termes de construction qu'en termes d'exploitation surtout pour un trafic peu volumineux. Le Dayton and South Eastern Railroad (D&SE), qui fut plus tard racheté par le B&O, planifiait une ligne à voie étroite reliant les mines du Comté de Jackson County via Xenia à Dayton, avec un embranchement de Xenia à Cincinnati via Lebanon. Sous les encouragements du journal The Western Star, les habitants de Lebanon et des environs organisèrent le Miami Valley Narrow Gauge Railway (rebaptisé Miami Valley Railway en octobre 1876), qui devait reprendre et terminer la construction du CL&X afin de constituer un embranchement du D&SE. À la suite d'une lente levée de fonds, l'étude de la ligne fut repoussée jusqu'en juin 1875. Le tracé qui ne faisait pas l'unanimité entre les différents villages, retarda davantage les travaux. La compagnie finit par racheter l'ex CL&X, et commença à construire en mai 1876 entre Waynesville et Xenia. Mais le manque récurrent d'argent finit par interrompre les travaux entre Norwood et Waynesville à la fin de l'année 1878. Le Miami Valley Railroad fut placé en redressement judiciaire en janvier 1880, et vendu en mars. Après cette nouvelle décennie, Lebanon n'avait toujours pas de chemin de fer.

## La construction par le Toledo Delphos and Burlington Railroad: 1880-1885
Ce fut le Toledo Delphos and Burlington Railroad (TD&B), originaire de Delphos, qui en développant son réseau à voie étroite, allait finalement donner une ligne ferroviaire à Lebanon. 
Le TD&B racheta la ligne inachevée du Miami Valley en mars 1880, et la réorganisa en Cincinnati Northern Railway le 8 juin 1880. Le TD&B décida de modifier le tracé initial : la ligne partirait du Dayton and South Eastern Railroad au niveau de Lebanon Junction (situé de nos jours près de l'intersection de Woodman Driver et de Rainier Drive) pour relier le village de Dodds, en évitant Waynesville ; puis le Cincinnati Northern Railway prendrait le relais entre Dodds et Cincinnati via Lebanon. Les travaux purent reprendre à la fin 1880. 
Dans le secteur de Dayton, le TD&B réalisa l'acquisition du Dayton and South Eastern Railroad en février 1881, tout en assurant le financement de la ligne Lebanon Junction- Dodds, laquelle fut achevée en décembre 1881.
Concernant la région de Cincinnati, l'exploitation de trains mixtes put commencer le 20 mai 1881 entre Lebanon et Norwood, où une connexion pouvait se faire avec le Middletown and Cincinnati Railroad. Grâce à la progression des travaux vers Cincinnati au sud, la station d'Oak Street, située juste au nord du tunnel, fut ouverte le 5 septembre 1881. Grâce à l'ouverture du tunnel, le service fut prolongé jusqu'à Eden Park le 12 janvier 1882, puis jusqu'au nord de Court Street le 13 février. 
Dès que la ligne Cincinnati-Dayton fut opérationnelle, un premier chargement de charbon en provenance du Comté de Jackson County fut assuré en février 1882. Cette ligne avait 2 embranchements : un vers Montgomery (ouvert le 14 novembre 1881), et l'autre vers Avondale (construit par le Spring Grove, Avondale and Cincinnati Railway, et ouvert le 1er juillet 1882). 
Le TD&B absorba sa filiale à voie étroite le Toldeo Cincinnati and St Louis Railroad (TC&StL) en mars 1882, et adopta son nom, jugé plus représentatif de l'ensemble de son réseau. Un an plus tard en mai 1883, le Cincinnati Northern et le Spring Grove Avondale and Cincinnati Railway furent consolidés dans le TC&StL. Cependant le réseau présentait de grosses disparités de qualité. Alors que le Cincinnati Northern avait été construit correctement, la ligne entre Lebanon Junction et Dodds était très médiocre, sans drainage et avec un faible ballastage. Les installations et le matériel roulant étaient inappropriés, rendant difficiles les échanges avec les compagnies à voie standard. Toutes ces raisons contribuèrent à sa mise en redressement judiciaire en août 1883.
En juin 1884, 4 des 5 divisions du TC&StL situées au sud de Delphos furent vendues aux enchères, et réorganisées en compagnies indépendantes pour 3 d'entre elles: 
- le Dayton and Toledo Railroad
- le Dayton and Ironton Railroad
- le Iron Railway
- La ligne Toledo-St. Louis fut vendue en décembre 1885 et réorganisée en Toledo, St. Louis and Kansas City Railroad (appelé communément le Clover Leaf Route).

En juillet 1884, George Hafer fut nommé administrateur judiciaire de la Cincinnati Northern Division. Il négocia la location de la ligne Lebanon Junction-Dodds (appelée Cincinnati Division) afin de continuer à desservir Dayton. Finalement, la Cincinnati Northern Division fut vendue pour 200 000 $ le 27 juin 1885, et fut réorganisée en Cincinnati Lebanon and Northern Railway. Hafer devint président, le 14 juillet, et son activité reprit en août 1885. 
La vogue de la voie étroite des années 1870 avait échoué. Toutes les lignes de l'ex-TC&StL allaient être converties à l'écartement standard dans les 10 années à venir.

## Le Cincinnati, Lebanon and Northern Railway: 1885-1926
Le CL&N exploitait à l'origine une ligne principale qui reliait Cincinnati (au niveau de Court Street) à Dayton; entre Dodds et Lebanon Junction, il louait la ligne auprès des administrateurs de la Cincinnati Division, et pour rentrer dans Dayton, il payait des droits de passage au Dayton and Ironton Railroad (l'ancienne ligne du Dayton and South Eastern Railroad). Avec la mise à l'écartement standard du Dayton and South Eastern Railroad en avril 1887, et le manque de profitabilité de la ligne au nord de Dodds, le CL&N décida de limiter son exploitation de Cincinnati à Dodds. En décembre 1885, une nouvelle gare de voyageurs et de marchandises fut ouverte du côté nord de la Court Street à Cincinnati. L'exploitation de l'Avondale Branch fut arrêtée en août 1889, à la suite de la concurrence faite par le Mont Auburn Cable Railway. La section de Lebanon à Dodds fut louée en 1892 à la compagnie qui exploitait la ligne Dodds-Dayton. Le CL&N apporta de nombreux aménagements à sa ligne ainsi qu'à ses ouvrages d'art afin de passer à l'écartement standard. La pose du troisième rail sur la ligne Cincinnati-Lebanon s'acheva le 16 septembre 1894. Cependant, la majorité du service de banlieue vers Blue Ash continua d'utiliser la voie étroite.
Le CL&N intéressa des compagnies plus importantes, principalement à cause de sa gare de Court Street. La rumeur la plus persistante était celle du Cincinnati Jackson and Mackinaw Railroad (CJ&M, plus tard racheté par le NYC) qui souhaitait arriver dans Cincinnati. Le CJ&M, dont la ligne principale finit par relier Jackson (Michigan) à Carlisle (Ohio) en 1887, décida l'année suivante de louer le Cincinnati, Hamilton and Dayton Railroad afin de relier Cincinnati. Durant cette période le CJ&M tenta de se faire racheter par le Cincinnati Hamilton and Dayton, en laissant croire qu'en cas de refus, il tenterait d'acquérir le Cincinnati Lebanon and Northern afin d'avoir son propre accès vers Cincinnati. Mais lorsque le Cincinnati, Hamilton and Dayton essaya de s'emparer du CJ&M en 1892, le Cincinnati, Lebanon and Northern annula l'opération en s'appuyant sur une loi de l'Ohio qui interdisait toute fusion anti concurrentielle. Lorsque le CL&N adopta l'écartement standard en 1894, le CJ&M décida de sécuriser son accès vers Court Street. En janvier 1896, le CJ&M commença à exploiter la route suivante: grâce à une nouvelle extension, il quittait Carlisle pour arriver à Franklin; puis il utilisait le Cleveland, Cincinnati, Chicago and St. Louis Railway (alias Big Four, et plus tard NYC) pour rejoindre Middletown; puis il empruntait le Middletown and Cincinnati Railroad pour arriver à Hageman; et enfin, grâce à des droits de passage sur le CL&N, il terminait à Cincinnati. 
Le Pennsylvania Railroad, propriétaire du Little Miami Railroad qui avait construit une ligne à l'est de Lebanon dans les années 1840, entama les négociations avec le CL&N en 1896 afin de protéger ses intérêts dans la région de Cincinnati. En mars 1896, la Pennsylvania Company racheta la majorité du capital du CL&N, dont le management fut modifié en mai. 
Considérablement affaibli, le CJ&M se fit racheté lors d'une vente sous saisie par le Cincinnati Northern Railroad en juillet 1897. Puis le Big Four racheta le Cincinnati Northern en 1901. L'année suivante, il décida de vendre le tunnel inutilisé ainsi que les 4 ha de terrain destinés à la gare terminus de Cincinnati au CL&N.
L'Interstate Commerce Commission (ICC), créée à la fin de 1918, intégra le CL&N dans les compagnies de classe 1, puisqu'il générait plus d'un million de dollars de revenus annuel. Mais lorsqu'il fut loué par le PRR à partir du 1er janvier 1921, il disparut de la liste des compagnies de classe1,
Cependant les revenus qui étaient en constante augmentation depuis les années 1890, commencèrent à chuter en 1916, puis à devenir déficitaire en 1920.

## Le Pennsylvania Railroad
En juin 1902, le CL&N racheta le Middletown and Cincinnati Railroad, créé en 1890 par Paul J Sorg propriétaire de champs de tabac à l'est de Middletown, et qui permettait de relier Middletown au Little Miami Railroad (PRR) via la vallée de la rivière Great Miami. 
Douze ans après la grande inondation de Dayton en 1913, le CL&N racheta le Dayton, Lebanon and Cincinnati Railroad & Terminal Company. Cette compagnie, créée en janvier 1889 pour relier les carrières de Centerville à Dayton, se développa vers le sud et construisit une autre Highland Route, jamais inondable, sur la rive est de la Great Miami; son réseau permettait une connexion avec le Cincinnati, Hamilton and Dayton Railway (réseau du B&O), permettant l'accès au Pittsburgh, Cincinnati, Chicago and St. Louis Railway (Panhandle Route, partie du réseau du PRR). 
Le 1er janvier 1926, le PRR décida de constituer une filiale non opérationnelle, baptisée Pennsylvania Ohio and Detroit Railroad, afin d'y fusionner les petites compagnies suivantes :
- le Cincinnati, Lebanon and Northern Railroad
- le Cleveland, Akron and CincinnatiRailway
- le Manufacturers Railway
- le Pennsylvania-Detroit Railroad
- le Toledo, Columbus and Ohio River Railroad.

Le service voyageur disparut totalement en 1934.
Cette filiale fusionna en 1956 dans le Connecting Railway (petite compagnie de liaison de Philadelphie).
En 1968, le PRR et le NYC fusionnèrent pour constituer le Penn Central.

## Du PRR au Penn Central: la rationalisation du réseau
Ce fut l'automobile qui tua le service voyageur du CL&N. Le Middletown Branch fut le premier embranchement à être supprimé en 1917; l'embranchement vers Montgomery fut réservé au fret en 1926. Tout service au nord de Lebanon fut stoppé en 1928, et en 1931 il ne restait plus qu'un train mixte entre Court Street et Lebanon. En 1933, plusieurs compagnies bâtirent ensemble la gare de Cincinnati Union Terminal, qui remplaça celle de Court Street. Les trains du CL&N y accédaient grâce à des droits de passage sur le Baltimore and Ohio Railroad. La desserte de Montgomery prit fin en 1933. Puis le PRR arrêta son service fret entre Blue Ash et Mason, et entre Lebanon et Lytle. Les trains reliaient Lebanon via le Little Miami Railroad, et le Middletown Branch. Le service reprit sur toute la ligne durant la Seconde Guerre mondiale. En 1952 la portion Lebanon-Lytle fut détruite. Après la fusion du PRR et du NYC en 1968 qui donna naissance au Penn Central, des portions furent abandonnées; le service vers Lebanon était assuré par l'ex-NYC à partir de Middletown. La ligne de la Deer Creek Valley vers Court Street fut également abandonnée, et le vieux dépôt de marchandises fut détruit en 1975. 

## Conrail et les autres successeurs
Quand Conrail reprit le capital du Penn Central en 1976, il fut autorisé à choisir les lignes qu'il conserverait. Conrail racheta la moitié des lignes de l'ex-CL&N, incluant Cincinnati-Brecon, Mason-Hageman, Hempstead-Pasadena, Patterson Road-Dayton, Middletown-Hageman, et Hempstead-Clement. Le reste des lignes restant aux mains des administrateurs du Penn Central. 
L'Indiana and Ohio Railway (IORY) racheta une bonne partie des lignes restantes en 1980, et commença l'exploitation entre Monroe (près de Middletown), Mason et Lebanon en mars 1985, puis entre McCullough et Brecon en décembre 1986. La ville de Lebanon racheta le segment Hageman-Lebanon auprès des administrateurs du Penn Central, et le Southwest Ohio Regional Transit Authority racheta la portion McCullough-Brecon en 1997. L'IORY, filiale actuelle de RailAmerica, continue d'exploiter un service de fret sur ces 2 segments,.
Les trains touristiques, assurés par l'IORY dès 1985, furent confiés en 1996 au Turtle Creek Valley Railway qui fut rebaptisé Turtle Creek and Lebanon Railway, et finalement Lebanon Mason Monroe Railroad. 
Lorsque le Norfolk Southern Railway racheta Conrail en 1999, il ne restait plus que 3 sections de ligne à Middletown et Dayton, Ohio.

## Matériel roulant

### Locomotives pour voie étroite
- 2 Baldwin 4-4-0
- 1 Porter 2-4-0
- 1 Mason 2-6-6 T
- 1 Mason 0-4-4 T
- 4 Brooks 2-6-0

Le service de banlieue à voie étroite vers Blue Ash fut maintenu encore quelque temps après le passage à l'écartement standard en 1894.

### Locomotives pour voie standard
L'exploitation débuta en 1894 avec cinq machines. À la suite d'achats et de consolidations, le nombre maximum de locomotives s'éleva à 23 en 1920.

### Voitures
Lorsque le CL&N passa à la voie standard en 1894, il commença par poser ses voitures de voyageurs à voie étroites sur des boggies à écartement standard. Quand il fut racheté par le Pennsylvania Railroad en 1896, ces voitures étroites furent remplacées. 

## Liste des gares
Sur une distance de 89 km, le CL&N desservait les gares suivantes :
Dayton, National (NCR plant), Pasadena, Hempstead, Oak Ridge, Centerville, Manor, Lytle, Edgewood, Venable, Kitchener, Dodds, Lelan, Lebanon, Turtle Creek, Hageman, Stokes, Mason, Miltomson, Morrison, Brecon, Hazelwood, Winslow Park, Blue Ash, Terra Alta, Rossmoyne, Beechwood, Deer Park, Silverton, Euclid, Kennedy Heights, Pleasant Ridge, Lester, McCullough, East Norwood, Norwood, Hopkins Avenue, Ivanhoe, Idlewild, Woodward Avenue, Avondale, Shillito Street, Oak Street (Walnut Hills), (Oak Street Tunnel), Eden Park, et Cincinnati (Court Street Station).